# Link Brasil
Link Brasil foi um programa semanal brasileiro exibido pela Record News sobre tecnologia e redes de informação. Apresentado pelo jornalista Eduardo Ribeiro, abordava temas como Internet, informática e eletrônicos de consumo. Ia ao ar aos sábados às 20:30 horas e meia com reprise aos domingos às 14 horas, em dois blocos totalizando aproximadamente 30 minutos de duração. Os temas eram sugeridos pelos próprios telespectadores no blogue oficial do programa.
Os programas eram temáticos e contavam com participação de um ou mais convidados, geralmente professores ou profissionais atuantes na área, com conhecimentos específicos no tema central.

## História
Você já parou para pensar quantas pessoas neste exato momento estão conectadas ao mundo pela Internet? Foi com esta frase que, aproximadamente às 19h57 do dia 23 de fevereiro de 2008, Eduardo Ribeiro deu início ao Link Brasil. Abordando a "explosão dos blogues", recebeu o jornalista Henrique Martin e o cantor Maurício Manieri, ambos blogueueiros. Desde então já abordou temas como software livre, jogos, segurança pela Internet e televisão digital no Brasil, entre outros.

## Apresentador
O curitibano Eduardo Ribeiro, formado em jornalismo pela Universidade Estadual de Ponta Grossa (UEPG), iniciou na televisão como repórter do Jornal da Band em 2006, onde realizou matérias dentro e fora do Brasil. Em agosto de 2007 foi convidado para ancorar o principal telejornal da Record News, o Record News Brasil. Em 2008 passou a apresentar, simultaneamente, o Link Brasil, além de ser âncora eventual dos telejornais da Rede Record. Mantém pessoalmente o blog do Link Brasil.